# وزير أباد (فلاورجان)
وزير أباد (بالفارسية: وزیرآباد) هي قرية تقع في قسم غركن الشمالي الريفي (مقاطعة فلاورجان) في إيران. يقدر عدد سكانها بـ 197 نسمة بحسب إحصاء 2016.